# Skatkammerbevis
Et skatkammerbevis er et kortfristet, rentebærende værdipapir, der udstedes af et finansministerium som led i landets statsgældspolitik. Skatkammerbeviset kan enten udstedes for at dække et kortvarigt likviditetsbehov eller for at opsuge penge.
I Danmark sælges skatkammerbeviser normalt ved auktioner, som afholdes af Danmarks Nationalbank. De udstedes som nulkuponobligationer, hvilket betyder at den nominelle rente er nul og at køberne dermed ikke modtager løbende rentebetalinger. Beviserne udstedes i stykstørrelse på 1 million kroner til kurs under pari (kurs 100) og indfries til kurs 100 på udløbstidspunktet, der er højst ni måneder senere. Blandt køberne af skatkammerbeviser er pengeinstitutter og pensionskasser. Set fra investorens synspunkt er skatkammerbeviset et  supplement til den korte del af rentemarkedet, traditionelt kaldet pengemarkedet. 